# Nix (Mond)
Nix (IPA: [nɪks] anhörenⓘ; auch Pluto II) ist der drittnächste und drittgrößte der fünf bekannten Monde des Zwergplaneten Pluto.

## Entdeckung und Benennung
Nix wurde am 15. Juni 2005 zusammen mit Hydra vom Pluto Companion Search Team – bestehend aus Hal A. Weaver, S. Alan Stern, Max J. Mutchler, Andrew J. Steffl, Marc W. Buie, William J. Merline, John R. Spencer, Eliot F. Young, und Leslie A. Young – auf Aufnahmen des Hubble-Weltraumteleskop vom 15. und 18. Mai 2005 entdeckt.

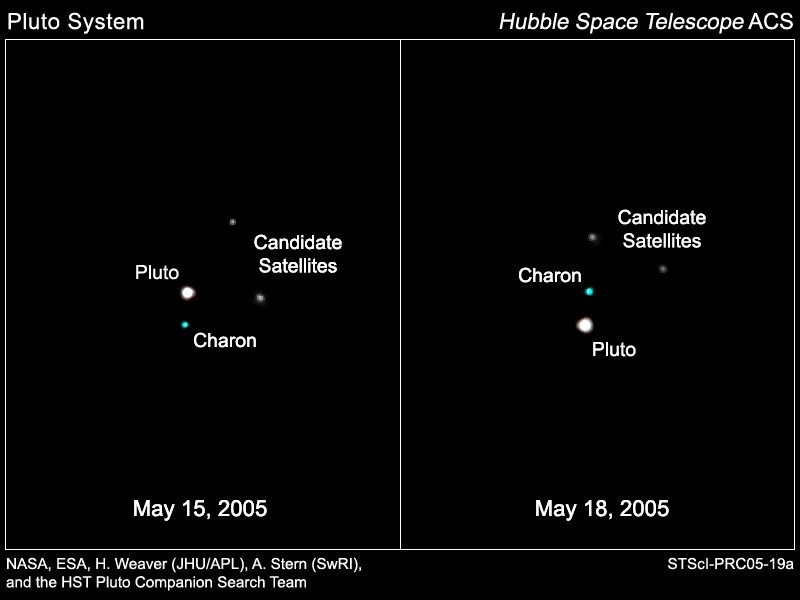
Entdeckungsfotos von Nix und Hydra

Die beiden Monde wurden unabhängig voneinander am 15. Juni von Max J. Mutchler und am 15. August 2005 von Andrew J. Steffl entdeckt. Nix hatte dabei einen Abstand von 2,09″ zu Pluto. Als beide Monde nachträglich auf Aufnahmen vom November 2002 lokalisiert werden konnten, wurde deren Entdeckung am 31. Oktober 2005 bekanntgegeben. Nix erhielt zunächst die vorläufige Bezeichnung S/2005 P 2. Die Existenz der beiden Himmelskörper wurde durch weitere Beobachtungen des Pluto-Systems am 22. Februar 2006 bestätigt.
Am 21. Juni 2006 wurde der Mond von der Internationalen Astronomischen Union (IAU) offiziell nach Nyx (griechisch für „Nacht“) benannt, der Göttin der Nacht in der griechischen Mythologie. Nyx ist auch Mutter von Charon, nach dem der größte Plutomond Charon benannt ist. Es war ursprünglich beabsichtigt, den Mond Nyx zu nennen. Da der Name bereits an den Asteroiden (3908) Nyx vergeben war, wurde für den Plutomond eine etwas abweichende Schreibweise gewählt. Die USGS Gazetteer of Planetary Nomenclature gibt an, dass Nix die „ägyptische Aussprache“ ist, während Jürgen Blunck von einer „spanischen Übersetzung“ des griechischen Namens spricht.

## Bahneigenschaften

Bahnen von Pluto, Charon, Nix und Hydra um das Baryzentrum des Systems

### Umlaufbahn
Nix umkreist den gemeinsamen Schwerpunkt des Pluto-Charon-Systems in einer prograden, beinahe kreisförmigen Umlaufbahn in einem mittleren Abstand von 48.690 km. Die Bahnexzentrizität beträgt 0,002, die Bahn ist 0,1° gegenüber dem Äquator von Pluto geneigt. Der Radius der Umlaufbahn des nächstinneren Mondes Charon ist im Mittel 29.103 km kleiner, der Radius der Umlaufbahn des nächstäußersten bekannten Plutomondes Kerberos ist etwa 10.000 km größer.
Nix umläuft Pluto in 24 Tagen 20 Stunden und 24 Minuten.
Die Bahnperiode befindet sich nahe einer 1:4-Bahnresonanz mit Charon, wobei die Abweichung 2,7 Prozent beträgt, was darauf hindeutet, dass es sich um keine echte Resonanz handelt. Eine Hypothese zur Klärung dieser Frage besagt, dass eine solche Nah-Resonanz vor der nach außen laufenden Migration von Charon herstammt. Aufrechterhalten wird sie demnach durch die periodische lokale Fluktuation von 5 Prozent in der Gravitationsfeldstärke durch den Umlauf von Pluto und Charon umeinander.

### Rotation
Im Gegensatz zu vielen anderen Monden im Sonnensystem, welche eine Gebundene Rotation aufweisen, rotieren mit Ausnahme von Charon alle Plutomonde unabhängig. Die Rotation von Nix ist nicht über längere Zeiträume im Voraus berechenbar und ihre Bahnebene ist nicht mit der von Plutos größtem Mond Charon identisch.

## Physikalische Eigenschaften

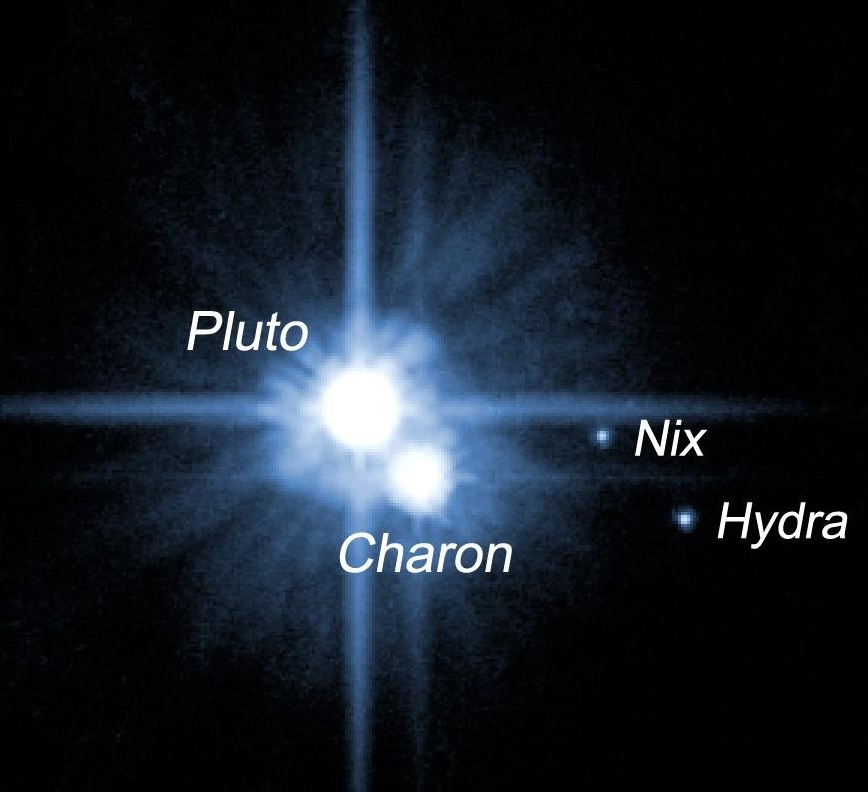
Pluto und seine Monde Charon, Nix und Hydra

Nix ist ein unregelmäßig geformter Körper mit einer Ausdehnung von etwa 48 × 33 × 30 km.
Nix ist um 25 Prozent lichtschwächer als Hydra. Auf dem Entdeckungsfoto ist Nix 6300-mal lichtschwächer als Pluto. Erste Untersuchungen des Mondes wiesen auf eine ähnlich rote Farbe wie Pluto hin, doch die Fotos der Sonde New Horizons zeigen, dass der größte Teil der Oberfläche des Mondes wohl eine neutrale graue Farbe hat. Ähnlich wie Charon gibt es aber auch andersfarbige Bereiche, auffällig ist ein roter Bereich, möglicherweise ein großer Einschlagkrater.
Nix ist vermutlich, analog zur Theorie zur Entstehung des Erdmondes, das Produkt der großen Kollision eines Vorgängers von Pluto mit einem anderen plutogroßen Körper des Kuipergürtels, die den Mond Charon formte und dabei Trümmer in äußere Umlaufbahnen um Pluto gerieten, die dabei den Mond Nix bildeten.

## Erforschung
Nach der Entdeckung im Sommer 2005 durch Bilder des Hubble-Weltraumteleskops wurden die beiden neuentdeckten Monde im September 2005 durch das Keck- und das Gemini-Observatorium auf Hawaii sowie durch das ESO-VLT-Teleskop in Chile beobachtet, um die Entdeckung zu bestätigen, was jedoch misslang, da die Bedingungen für eine Beobachtung des Pluto-Systems zu dieser Zeit ungünstig waren. Am 24. Oktober konnten Marc W. Buie und Eliot F. Young die Monde auf den Bildern von 2002 ausmachen.
Die am 19. Januar 2006 gestartete Raumsonde New Horizons flog am 14. Juli 2015 in 27.000 km Entfernung an Charon und in 9.600 km Entfernung an Pluto vorbei. Da die Entdeckung von Nix und Hydra beim Start der Sonde noch nicht bestätigt war und Kerberos erst danach entdeckt wurde, wurden sie in der Mission nicht eingeplant. Nix und Hydra wurden jedoch nachträglich ins Beobachtungsprogramm aufgenommen. Sie waren ca. 90 Tage vor der Passage lokalisierbar und man hat ihre Bahnen genauer erfasst, um ihre Position beim Vorbeiflug sicherzustellen. Man hat Nix mit einer Auflösung von unter 1 km erfassen können.